# Yves Nimubona
Yves Nimubona (* 15. August 1998 im Distrikt Nyamasheke) ist ein ruandischer Leichtathlet, der sich auf den Langstreckenlauf spezialisiert hat.
2019 gewann er die Rwamagana Half Marathon Challenge im Distrikt Rwamagana. 2021 gewann er den Halbmarathon beim Kigali International Peace Marathon. Bei den Leichtathletik-Afrikameisterschaften 2022 in der mauritischen Stadt Saint-Pierre erreichte Nimubona den sechsten Platz im 10.000-Meter-Lauf und bei den Commonwealth Games 2022 in Birmingham im August 2022 beim 5000-Meter-Lauf den fünften Platz. Im Oktober 2022 gewann er den Huye Half Marathon im Distrikt Huye. Beim Meeting International Djibouti 2023 erreichte er den fünften Platz im 5000-Meter-Lauf. Am 21. Januar 2024 gewann Nimubona den Cross Cup de Hannut im belgischen Hannut über 9 Kilometer. Er erreichte in der Gesamtwertung der World Athletics Cross Country Tour 2023/24 den fünften Platz.
Nimubona nahm an den Olympischen Sommerspielen 2024 in Paris im 10.000-Meter-Lauf teil. Trainer für die beiden ruandischen Leichtathleten bei den Spielen war Eric Karasira.